# Paracymoriza distinctalis
Paracymoriza distinctalis is een vlinder uit de familie van de grasmotten (Crambidae), uit de onderfamilie van de Acentropinae. De wetenschappelijke naam van deze soort is voor het eerst voorgesteld als Diasemia distinctalis door John Henry Leech in een publicatie uit 1889.
De soort komt voor in China (Sichuan, Zhejiang) en Zuid-Korea.